# Bachdjerrah
Bachdjerrah è un comune dell'Algeria, situato nella provincia di Algeri.

## Geografia fisica
Bachdjerrah si trova a 7 km a sud-est di Algeri.

## Origini del nome
Il nome Bachdjerrah (scritto anche Badjarrah) deriva dall'agglutinazione della parola turca bach, un titolo onorifico, e dell'arabo djerah, che significa "chirurgo ". Bachdjerrah si riferisce quindi al capo chirurgo o al maestro chirurgo.

## Storia
Situato nell'entroterra di Hussein Dey e El Harrach, questo territorio scosceso è stato urbanizzato a partire dagli anni 1950 e dopo l'indipendenza, per accogliere le persone arrivate con l'esodo rurale. Questo spiega la sua composizione sociologica, tipica della classe operaia e dei quartieri. Anche le famiglie della Casba di Algeri, le cui case erano crollate, vennero ricollocate qui. Il comune è stato creato in seguito alla divisione amministrativa del 1984: il suo territorio è stato separato dai comuni di Hussein Dey e El Harrach.

## Monumenti e luoghi d'interesse

### Architetture religiose
Il comune ospita una grande moschea non lontana dal municipio, la moschea Abi Obeida Amer Ibn Djarrah.

## Geografia antropica

### Urbanistica
Bachdjerrah è una comunità costituita da complessi residenziali "dormitorio" costruiti in successione a partire dal piano Costantino (piano del governo francese durante il periodo della guerra d'Algeria) della fine degli anni 1950 ai piedi del Sahel algerino. La comunità è composta dai seguenti quartieri: Cité 488 logs, cité Djenane El Mabrouk e una serie di complessi residenziali, tra cui Haï El Badr, Les Palmiers, cité Diar El Djemaa, la créssonniére, Cité 20 août, Cité Musulmane (ex-Gregory), Cité Haouch Hadda, nonché il quartiere di Oued Ouchayah (appena sopra il tunnel autostradale che collega le tangenziali nord e sud di Algeri). La Glacière è uno dei quartieri storici della città. Altri quartieri sono Cité Bachdjerrah 3 e Tifrit Lahlou. Il comune possiede un bosco di 5 ettari, la foresta di Bachdjerrah.

## Economia
Nel comune sono presenti le officine di manutenzione della metropolitana di Algeri, una fabbrica Michelin e la sede della SETRAM (la società di gestione della rete tranviaria algerina). Ci sono tre grandi centri commerciali, Taiba, Chawi e Hamza.

## Infrastrutture e trasporti

### Metropolitana
Il comune è servito da 3 stazioni della metropolitana di Algeri: Station des Ateliers, Bachdjarah-Tennis e Bachdjarah.